# 188-я бронетанковая бригада «Барак»

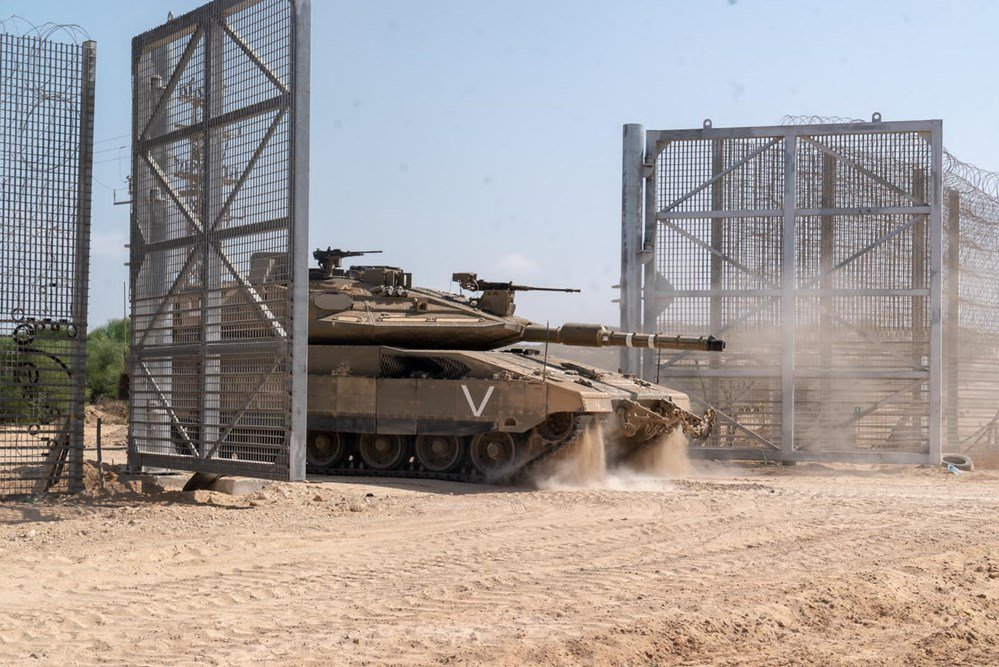
«Меркава Мк4М 400» 74-го батальона бригады

188-я бронетанковая бригада «Бара́к» (ивр. חטיבה 188‎) — бригада бронетанковых войск Вооружённых сил Израиля, в составе Северного военного округа.
Символ бригады — ромбовидный щит, на котором присутствует синий и белый фон побережья Хайфы с мечом над ней. С 1993 года бригада комплектуется основными танками «Меркава», до этого комплектовалась танками «Шот» (израильская модификация британского танка «Центурион»).

## История
В 2024 году 188-я бригада приняла участие во вторжении в Сирию.

## Состав
В состав бригады входят:
- управление;
- 53-й танковый батальон «Суфа́»;
- 71-й танковый батальон «Ре́шеф»;
- 74-й танковый батальон «Са́ар»;
- 605-й инженерный батальон «Ха-Ма́хац»;
- 275-й резервный танковый батальон (переведён из 847-й бригады «Маркевот ха-Плада» в рамках её расформирования в 2020 году[2])
- 358-я рота связи бригадного подчинения (ивр. פלחי"ק‎ пальхи́к);
- Резервная разведывательная рота (ивр. פלס"ר‎ пальса́р)[3].

## Командиры бригады
| Имя                 | Период                       | Комментарий                                                                           |
| Дан Ланер           | 1950 — 1964                  | Командир 45-й резервной бронетанковой бригады, на основе которой была создана бригада |
| Моше Бар-Кохба      | апрель 1964 — март 1971      | В дальнейшем генерал-майор (алуф)                                                     |
| Авраам Барам        | март 1971 — июнь 1972        | В дальнейшем бригадный генерал (тат-алуф)                                             |
| Аарон Пелед         | июнь 1972 — июнь 1973        | В дальнейшем бригадный генерал (тат-алуф)                                             |
| Ицхак Бен-Шохам     | июнь 1973 — октябрь 1973     | Командир бригады, погибший в ходе Войны Судного дня                                   |
| Амос Кац            | октябрь 1973 — июнь 1975     | В дальнейшем бригадный генерал (тат-алуф)                                             |
| Амрам Мицна         | июнь 1975 — июль 1976        | В дальнейшем генерал-майор (алуф)                                                     |
| Яир Нафши           | июль 1976 — октябрь 1977     | В дальнейшем бригадный генерал (тат-алуф)                                             |
| Йом-Тов Тамир       | октябрь 1977 — декабрь 1978  | В дальнейшем бригадный генерал (тат-алуф)                                             |
| Йехуда (Юдке) Пелед | декабрь 1978 — сентябрь 1980 | В дальнейшем бригадный генерал (тат-алуф)                                             |
| Йоси Меламед        | сентябрь 1980 — март 1982    | В дальнейшем бригадный генерал (тат-алуф)                                             |
| Меир Даган          | март 1982 — ноябрь 1982      | В дальнейшем генерал-майор (алуф) и директор «Моссада»                                |
| Амирам Левин        | ноябрь 1982 — август 1984    | В дальнейшем генерал-майор (алуф)                                                     |
| Михаэль Берко       | август 1984 — январь 1986    |                                                                                       |
| Шмуэль Бен-Шахар    | январь 1986 — июнь 1987      |                                                                                       |
| Бени Лидор          | июнь 1987 — февраль 1989     | В дальнейшем бригадный генерал (тат-алуф)                                             |
| Йоси Раве           | февраль 1989 — март 1991     | В дальнейшем бригадный генерал (тат-алуф)                                             |
| Эяль Бен-Реувен     | март 1991 — октябрь 1992     | В дальнейшем генерал-майор (алуф)                                                     |
| Меир Гахтан         | октябрь 1992 — май 1994      | В дальнейшем бригадный генерал (тат-алуф)                                             |
| Ханан Бернштейн     | май 1994 — август 1995       | В дальнейшем бригадный генерал (тат-алуф)                                             |
| Мати Лешем          | август 1995 — июнь 1997      | В дальнейшем бригадный генерал (тат-алуф)                                             |
| Арье Теслер         | июнь 1997 — май 1999         | В дальнейшем бригадный генерал (тат-алуф)                                             |
| Ариэль Пелег        | май 1999 — май 2001          | В дальнейшем бригадный генерал (тат-алуф)                                             |
| Боаз Коэн           | май 2001 — июль 2003         |                                                                                       |
| Агай Йехезкель      | июль 2003 — сентябрь 2005    | В дальнейшем бригадный генерал (тат-алуф)                                             |
| Моше Шитрит         | сентябрь 2005 — июнь 2007    |                                                                                       |
| Офер Цафрир         | июнь 2007 — июль 2009        | В дальнейшем бригадный генерал (тат-алуф)                                             |
| Илан Лави           | июль 2009 — июль 2011        | В дальнейшем бригадный генерал (тат-алуф)                                             |
| Шмулик Олански      | июль 2011 — июнь 2013        | В дальнейшем бригадный генерал (тат-алуф)                                             |
| Томер Ифрах         | июнь 2013 — август 2015      | В дальнейшем бригадный генерал (тат-алуф)                                             |
| Нир Бен Давид       | август 2015 — июль 2017      |                                                                                       |
| Галь Шохами         | июль 2017 — август 2019      | В дальнейшем бригадный генерал (тат-алуф)                                             |
| Нир Розенберг       | август 2019 — август 2021    |                                                                                       |
| Рои Свирски         | август 2021 — май 2023       |                                                                                       |
| Ор Воложински       | с мая 2023                   |                                                                                       |